# Gomk, Vayots Dzor
Gomk là một đô thị thuộc tỉnh Vayots Dzor, Armenia. Dân số ước tính năm 2011 là 263 người.